# Crepis pygmaea
Crepis pigmaea es una especie de la familia de las asteráceas.

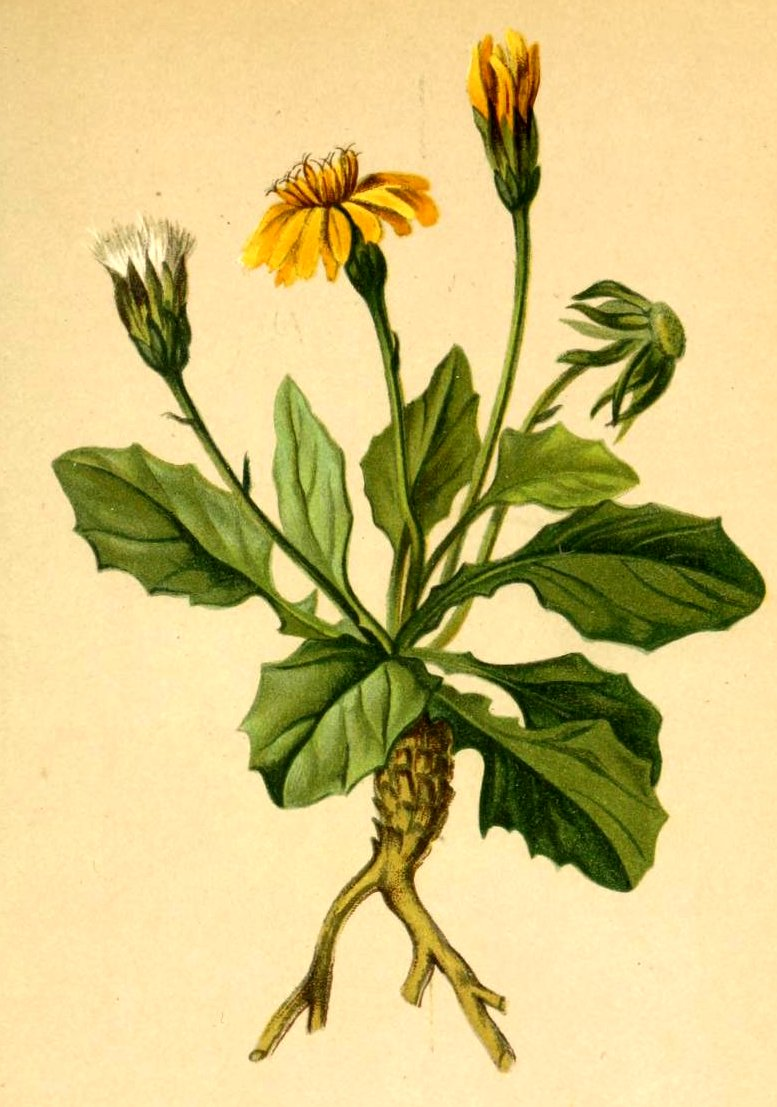
Crepis pygmaea

## Descripción
Planta vivaz, más o menos tomentosa, que no llega a sobrepasar los 20 o 30 cm de altura. Hojas en roseta deslavazada, de hasta 11 x 3 cm, ovales o pinnadolobuladas, con el lóbulo final mayor, oval o redondeado, 1, 2-4 laterales. Pecíolo alado.
Flores amarillas en capítulos situados al extremo de un tallo áfilo. Lígulas externas a menudo por su cara exterior. Brácteas externas menores que las internas, pubescentes o tomentosas.

## Hábitat
Pedreras y canchales calcáreos en la alta montaña.

## Distribución
Cordillera Cantábrica, Pirineos y otras cordilleras de la península ibérica.

## Citología
Número de cromosomas de Crepis pygmaea (Fam. Compositae) y táxones infraespecíficos
```
Crepis pygmaea  subsp. pygmaea
 L.:
[
3
]
```

n=6.
Crepis pygmaea L.:
2n=8.
Crepis pygmaea L.:
2n=8.
Crepis pygmaea L.:
2n=12.

## Sinonimia
- Crepis pygmaea subsp. anachoretica Babc.
- Crepis pygmaea subsp. pygmaea
- Omalocline pygmaea (L.) Rchb.f.[4]

## Nombre común
- Castellano: falsa árnica.[4]